# Berliner Fußball-Club Viktoria 1889 2020-2021
Questa voce raccoglie le informazioni riguardanti il Berliner Fußball-Club Viktoria 1889 nelle competizioni ufficiali della stagione 2020-2021.

## Stagione
Nella stagione 2020-2021 il Viktoria Berlino, allenato da Benedetto Muzzicato, concluse il campionato di Regionalliga nordest al 1º posto e fu promosso in 3. Liga.

## Rosa
| N. |                        | Ruolo | Calciatore          |
| -- | ---------------------- | ----- | ------------------- |
| 1  | Germania (bandiera)    | P     | Philip Sprint       |
| 2  | Germania (bandiera)    | D     | Mattis Daube        |
| 4  | Germania (bandiera)    | D     | Jakob Lewald        |
| 5  | Germania (bandiera)    | D     | Cimo Röcker         |
| 6  | Germania (bandiera)    | C     | Bernd Nehrig        |
| 7  | Germania (bandiera)    | C     | Erhan Yılmaz        |
| 8  | Germania (bandiera)    | C     | Philipp Müller      |
| 8  | Germania (bandiera)    | C     | Christopher Theisen |
| 9  | Azerbaigian (bandiera) | A     | Pərdis Fərcad-Azad  |
| 11 | Brasile (bandiera)     | A     | Lucas Falcão        |
| 12 | Germania (bandiera)    | P     | Elian Clasen        |
| 16 | Germania (bandiera)    | D     | Patrick Kapp        |
| 17 | Germania (bandiera)    | A     | Enes Küc            |

| N. |                      | Ruolo | Calciatore       |
| -- | -------------------- | ----- | ---------------- |
| 18 | Germania (bandiera)  | A     | Till Muschkowski |
| 19 | Germania (bandiera)  | D     | Tobias Gunte     |
| 20 | Turchia (bandiera)   | C     | Fırat Suçsuz     |
| 21 | Turchia (bandiera)   | A     | Tamer Ertuerkler |
| 22 | Germania (bandiera)  | D     | Yannis Becker    |
| 23 | Germania (bandiera)  | A     | Moritz Seiffert  |
| 25 | Germania (bandiera)  | C     | Björn Jopek      |
| 27 | Giappone (bandiera)  | C     | Shinji Yamada    |
| 30 | Germania (bandiera)  | D     | Christoph Menz   |
| 32 | Germania (bandiera)  | P     | Melvin Williams  |
| 34 | Finlandia (bandiera) | A     | Kimmo Hovi       |
|    | Germania (bandiera)  | D     | Berat Erdogan    |
|    | Turchia (bandiera)   | A     | Tamer Ertürkler  |

## Organigramma societario
Area tecnica
- Allenatore: Benedetto Muzzicato, David Pietrzyk
- Allenatore in seconda: Michael Delura
- Preparatore dei portieri: Marco Sejna
- Preparatori atletici:
- Analisi video: Noah Hach

## Calciomercato

### Sessione estiva
| Acquisti | Acquisti            | Acquisti               | Acquisti |
| R.       | Nome                | da                     | Modalità |
| -------- | ------------------- | ---------------------- | -------- |
| A        | Enes Küc            | Berliner AK 07         |          |
| C        | Bernd Nehrig        | Eintracht Braunschweig |          |
| C        | Erhan Yılmaz        | Sportfreunde Lotte     |          |
| A        | Kimmo Hovi          | Union Fürstenwalde     |          |
| D        | Jakob Lewald        | Rehden                 |          |
| A        | Till Muschkowski    | Union Berlino U19      |          |
| A        | Moritz Seiffert     | Jeddeloh               |          |
| P        | Philip Sprint       | Hertha Zehlendorf      |          |
| C        | Christopher Theisen | Homburg                |          |

| Cessioni | Cessioni         | Cessioni           | Cessioni |
| R.       | Nome             | a                  | Modalità |
| -------- | ---------------- | ------------------ | -------- |
| C        | Fatih Baca       | Berliner AK 07     |          |
| D        | Kwabe Schulz     | Austria Klagenfurt |          |
| C        | Rafael Brand     | Oldenburg          |          |
| A        | Johannes Manske  | Altglienicke       |          |
| C        | Tino Schmidt     | Babelsberg         |          |
| P        | Stephan Flauder  | Kickers Offenbach  |          |
| A        | Rudolf Ndualu    | TeBe Berlino       |          |
| A        | Nick Scharkowski | Phönix Lubecca     |          |

### Sessione invernale
| Acquisti | Acquisti | Acquisti | Acquisti |
| R.       | Nome     | da       | Modalità |
| -------- | -------- | -------- | -------- |

| Cessioni | Cessioni       | Cessioni      | Cessioni |
| R.       | Nome           | a             | Modalità |
| -------- | -------------- | ------------- | -------- |
| C        | Pascal Maiwald | Hessen Kassel |          |

## Risultati

### Regionalliga nordest

#### Girone di andata
| Arbitro: | Bartnitzki |

|             |           |                               |
| Dartsch 88’ | Marcatori | 53’ rdis Fərcad-Azad 81’ Hovi |

| Arbitro: | Wilske |

|                     |           |  |
| Becker 34’ Hovi 50’ | Marcatori |  |

| Arbitro: | Klemm |

|              |           |                       |
| Brügmann 50’ | Marcatori | 12’ Falcão 60’ Yamada |

| Arbitro: | Lechner |

|                           |           |           |
| rdis Fərcad-Azad 13’, 75’ | Marcatori | 28’ Meyer |

| Arbitro: | Schipke |

|           |           |                     |
| Franke 7’ | Marcatori | 13’ Becker 47’ Kapp |

| Arbitro: | Markhoff |

|                     |           |  |
| Falcão 62’ Hovi 90’ | Marcatori |  |

| Arbitro: | Gaunitz |

|  |           |                                    |
|  | Marcatori | 5’ Theisen 70’ Hovi 74’ (rig.) Küc |

| Arbitro: | Lossius |

|                                  |           |                    |
| Kapp 33’ Hovi 64’ (rig.) Küc 80’ | Marcatori | 90’ Surek 90’ Luis |

| Arbitro: | Butterich |

|                                 |           |                         |
| Falcão 37’ Becker 53’ Daube 58’ | Marcatori | 80’ Voigt 86’ Schlosser |

| Arbitro: | Bartnitzki |

|                 |           |                                 |
| Junge-Abiol 89’ | Marcatori | 38’ rdis Fərcad-Azad 49’ Becker |

| Arbitro: | Wartmann |

|                                       |           |  |
| rdis Fərcad-Azad 48’ Küc 67’ Hovi 85’ | Marcatori |  |

| Fürstenwalde/Spree 28 ottobre 2020 12ª giornata | Union Fürstenwalde | – non disputata referto | Viktoria Berlino | Bonava-Arena |

| Berlino 31 ottobre 2020 13ª giornata | Viktoria Berlino | – non disputata referto | Lokomotive Lipsia | Stadion Lichterfelde |

| 7 novembre 2020, ore CET 14ª giornata | BFC Dynamo | – non disputata | Viktoria Berlino |  |

| 22 novembre 2020, ore CET 15ª giornata | Viktoria Berlino | – non disputata | Hertha Berlino II |  |

| 29 novembre 2020, ore CET 16ª giornata | Berliner AK 07 | – non disputata | Viktoria Berlino |  |

| 6 dicembre 2020, ore CET 17ª giornata | Viktoria Berlino | – non disputata | Carl Zeiss Jena |  |

| 13 dicembre 2020, ore CET 18ª giornata | Luckenwalde | – non disputata | Viktoria Berlino |  |

| 20 dicembre 2020, ore CET 19ª giornata | Viktoria Berlino | – non disputata | Bischofswerdaer |  |

#### Girone di ritorno
| 24 gennaio 2021, ore CET 20ª giornata | Viktoria Berlino | – non disputata | Chemnitz |  |

| 31 gennaio 2021, ore CET 21ª giornata | Optik Rathenow | – non disputata | Viktoria Berlino |  |

| 7 febbraio 2021, ore CET 22ª giornata | Viktoria Berlino | – non disputata | Energie Cottbus |  |

| 14 febbraio 2021, ore CET 23ª giornata | Altglienicke | – non disputata | Viktoria Berlino |  |

| 21 febbraio 2021, ore CET 24ª giornata | Viktoria Berlino | – non disputata | TeBe Berlino |  |

| 28 febbraio 2021, ore CET 25ª giornata | Lichtenberg 47 | – non disputata | Viktoria Berlino |  |

| 7 marzo 2021, ore CET 26ª giornata | Viktoria Berlino | – non disputata | Meuselwitz |  |

| 14 marzo 2021, ore CET 27ª giornata | Chemie Lipsia | – non disputata | Viktoria Berlino |  |

| 21 marzo 2021, ore CET 28ª giornata | VfB Auerbach | – non disputata | Viktoria Berlino |  |

| 4 aprile 2021, ore CEST 29ª giornata | Viktoria Berlino | – non disputata | Germania Halberstadt |  |

| 11 aprile 2021, ore CEST 30ª giornata | Babelsberg | – non disputata | Viktoria Berlino |  |

| 18 aprile 2021, ore CEST 31ª giornata | Viktoria Berlino | – non disputata | Union Fürstenwalde |  |

| 25 aprile 2021, ore CEST 32ª giornata | Lokomotive Lipsia | – non disputata | Viktoria Berlino |  |

| 2 maggio 2021, ore CEST 33ª giornata | Viktoria Berlino | – non disputata | BFC Dynamo |  |

| 9 maggio 2021, ore CEST 34ª giornata | Hertha Berlino II | – non disputata | Viktoria Berlino |  |

| 16 maggio 2021, ore CEST 35ª giornata | Viktoria Berlino | – non disputata | Berliner AK 07 |  |

| 30 maggio 2021, ore CEST 36ª giornata | Carl Zeiss Jena | – non disputata | Viktoria Berlino |  |

| 6 giugno 2021, ore CEST 37ª giornata | Viktoria Berlino | – non disputata | Luckenwalde |  |

| 13 giugno 2021, ore CEST 38ª giornata | Bischofswerdaer | – non disputata | Viktoria Berlino |  |

## Statistiche

### Statistiche di squadra
| Competizione | Punti | In casa | In casa | In casa | In casa | In casa | In casa | In trasferta | In trasferta | In trasferta | In trasferta | In trasferta | In trasferta | Totale | Totale | Totale | Totale | Totale | Totale | DR  |
| Competizione | Punti | G       | V       | N       | P       | Gf      | Gs      | G            | V            | N            | P            | Gf           | Gs           | G      | V      | N      | P      | Gf     | Gs     | DR  |
| ------------ | ----- | ------- | ------- | ------- | ------- | ------- | ------- | ------------ | ------------ | ------------ | ------------ | ------------ | ------------ | ------ | ------ | ------ | ------ | ------ | ------ | --- |
| Regionalliga | 33    | 6       | 6       | 0       | 0       | 15      | 5       | 5            | 5            | 0            | 0            | 11           | 4            | 11     | 11     | 0      | 0      | 26     | 9      | +17 |
| Totale       | 33    | 6       | 6       | 0       | 0       | 15      | 5       | 5            | 5            | 0            | 0            | 11           | 4            | 11     | 11     | 0      | 0      | 26     | 9      | +17 |

### Andamento in campionato
| Giornata  | 1 | 2 | 3 | 4 | 5 | 6 | 7 | 8 | 9 | 10 | 11 | 12 | 13 | 14 | 15 | 16 | 17 | 18 | 19 | 20 | 21 | 22 | 23 | 24 | 25 | 26 | 27 | 28 | 29 | 30 | 31 | 32 | 33 | 34 | 35 | 36 | 37 | 38 |
| --------- | - | - | - | - | - | - | - | - | - | -- | -- | -- | -- | -- | -- | -- | -- | -- | -- | -- | -- | -- | -- | -- | -- | -- | -- | -- | -- | -- | -- | -- | -- | -- | -- | -- | -- | -- |
| Luogo     | T | C | T | C | T | C | T | C | C | T  | C  | T  | C  | T  | C  | T  | C  | T  | C  | C  | T  | C  | T  | C  | T  | C  | T  | T  | C  | T  | C  | T  | C  | T  | C  | T  | C  | T  |
| Risultato | V | V | V | V | V | V | V | V | V | V  | V  |    |    |    |    |    |    |    |    |    |    |    |    |    |    |    |    |    |    |    |    |    |    |    |    |    |    |    |
| Posizione | 7 | 6 | 2 | 1 | 1 | 1 | 1 | 1 | 1 | 1  | 1  | 1  | 1  | 1  | 1  | 1  | 1  | 1  | 1  | 1  | 1  | 1  | 1  | 1  | 1  | 1  | 1  | 1  | 1  | 1  | 1  | 1  | 1  | 1  | 1  | 1  | 1  | 1  |

Legenda:

Luogo: C = Casa; T = Trasferta. Risultato: V = Vittoria; N = Pareggio; P = Sconfitta.

### Statistiche dei giocatori
| F. Baca             | 0  | 0 | 0 | 0 |
| Y. Becker           | 10 | 4 | 3 | 0 |
| E. Clasen           | 0  | 0 | 0 | 0 |
| M. Daube            | 9  | 1 | 1 | 0 |
| B. Erdogan          | 0  | 0 | 0 | 0 |
| T. Ertuerkler       | 0  | 0 | 0 | 0 |
| T. Ertürkler        | 0  | 0 | 0 | 0 |
| L. Falcão           | 10 | 3 | 3 | 0 |
| P. rdis Fərcad-Azad | 9  | 5 | 4 | 0 |
| T. Gunte            | 10 | 0 | 0 | 0 |
| K. Hovi             | 11 | 6 | 1 | 0 |
| B. Jopek            | 0  | 0 | 0 | 0 |
| P. Kapp             | 11 | 2 | 0 | 0 |
| E. Küc              | 5  | 3 | 0 | 0 |
| J. Lewald           | 10 | 0 | 1 | 0 |
| P. Maiwald          | 5  | 0 | 0 | 0 |
| C. Menz             | 11 | 0 | 2 | 0 |
| T. Muschkowski      | 1  | 0 | 0 | 0 |
| P. Müller           | 0  | 0 | 0 | 0 |
| B. Nehrig           | 3  | 0 | 1 | 0 |
| C. Röcker           | 10 | 0 | 1 | 0 |
| M. Seiffert         | 3  | 0 | 0 | 0 |
| P. Sprint           | 11 | 0 | 0 | 0 |
| F. Suçsuz           | 7  | 0 | 1 | 0 |
| C. Theisen          | 11 | 1 | 1 | 0 |
| M. Williams         | 0  | 0 | 0 | 0 |
| S. Yamada           | 9  | 1 | 0 | 0 |
| E. Yılmaz           | 9  | 0 | 0 | 0 |